# People
People (ursprungligen People Weekly) är ett amerikanskt livsstilsmagasin med fokus på kändisar. Det utkommer en gång i veckan och utges av Time Inc. Det första numret utkom den 4 mars 1974. År 2006 hade People en upplaga på 3,75 miljoner exemplar och vinsten förväntades uppgå till 1,5 miljarder dollar.